# 英社
英社（Ingsoc，意为“英國社會主義”，是“English Socialism”的新语）为乔治·奥威尔的反乌托邦小说《一九八四》中大洋国的极权主义政府所秉持的意识形态。

## 起源
很明顯英國社會主義（英社）是由社會黨所形成。然而由于政府持续的历史重写，确切的时间已不可考。
而大洋国本身似乎是由美国和英聯邦國家合并而成，其後併吞了美洲的餘下部分及整個南部非洲。而老大哥和郭尔德斯坦因則是通過某種革命成為了大洋国的领导者。在英社完全控制大洋国後，英社成為了政府的官方標誌，而其它政治思想則不斷被邊緣化。後來老大哥和郭尔德斯坦因两人因各自對英社產生了不同的見解而反目成仇。

## 政治哲学
在《寡頭政治集體主義的理論與實踐》中，果尔德施坦因将党的意识形态描绘为寡头政治集体主义，“以社会主义之名，行背离社会主义革命之实。”
老大哥的存在使党人格化，因为在每一张海报和电幕上都有老大哥的那张脸。也就是说，老大哥一直在看着你。英社要求所有人都要在任何方面——无论是身体上、精神上还是道德上——服从英社，否则就将遭受友爱部的審查及矯正。英社的体系（当然，包括友爱部和各种由他们所灌输的恐惧）能有效地让那些人供认他们所从未犯下的罪过，忘记他们的反叛的想法，变成爱党爱老大哥胜过爱自己的好公民。英社的目的便是控制住权力。奥勃良曾这样向温斯顿解释：
|  | 德国的纳粹党人和俄国的共产党人在方法上同我们很相像，但是他们从来没有勇气承认自己的动机。他们假装，或许他们甚至相信，他们夺取权力不是出于自愿，只是为了一个有限的时期，不久就会出现一个人人都自由平等的天堂。我们可不是那样。我们很明白，没有人会为了废除权力而夺取权力。权力不是手段，权力是目的。建立专政不是为了保卫革命；反过来进行革命是为了建立专政。迫害的目的是迫害。拷打的目的是拷打。权力的目的是权力。 |

## 形而上学式的哲学
在《一九八四》的第三部中可以发现，英社认为所有的知识、含义和价值都只存在于党的共同的思想中。这是明显的唯我论和虚无主义思想。所谓真相便是党所说的真相，因此重写历史毫无不正当性，而双想也是可以接受的。正所谓“谁控制过去就控制未来，谁控制现在就控制过去。”友爱部通过迫害，真理部通过宣传，两者共同确保大洋国人民对党的正确性深信不疑。个人只是作为集体的一部分而存在，而对于集体来说，一切都被置于党的好、他国的坏和党的权力之下。

## 英社之社会阶级
在1984年，英社将大洋国国民分为三个阶层：

英社阶级构成：最上为老大哥，接着是占人口约2%的核心党员，然后是外围党员，最底下是占人口约85%的无产者

- 核心党员是执政者、政策的制定者，能够影响决策。一般以“The Party”特指。他们有权暂时关闭电幕来获得一定的自由空间，但是超过30分鐘也可能会被盯上。他们住在宽敞舒适的房子里，享用山珍海味，拥有私人仆役和迅捷的交通工具。如无特别理由，外围党员及无产者不得进入核心党员生活区。

- 外围党员幹着公务员一般的活。可算作中产阶级。成员的要求是除了喝胜利牌琴酒和抽烟外无不良行为。这一阶层也是受到最严密监控的阶层，原因在于当年的革命就是由中产者发起的。自然，党不想让革命重演。他们的居住和饮食条件劣于核心党员，天天挤地铁上班，连行房都不能是为了欢愉，而是为了履行为党培养根正苗红的下一代的责任。

- 无产者是劳动阶级。他们的条件是最差的，但与外围党员相比，他们不用每天受到监视，党还尽可能地用酒精、赌博、体育和色情来麻痹他们。但是可能滑向反抗党的一端的无产者依然会被思想警察消灭掉。

虽然不同的社会阶层互动极少，但并非没有。主角温斯顿曾在晚上去看电影，而当时是党员和无产者坐在一起看同一部片子。他本人也光顾过无产区的酒吧而未引起注意（至少在他看来），还靠着借新语字典的借口去了奥勃良家。
尽管英社的宣传称他们的社会是施行平等原则的（这里也使用了“双重思想”），但无产者和部分外围党员的生活确实是在被剥削而过着贫苦的生活，与此同时核心党员不怎么劳动又养尊处优。而且，相比之前的资本主义政权，商品更少，物价更高。书中暗示这并非是由于生产下降。相反生产不仅升高了，而且升高量还超出了连年战争的消耗。实际上，是党决定去降低他们的生活水平，使人民挣扎在生存线上，没有更多的精力和时间来思考，进而威胁到政权。

## 《一九八四》中的其他意识形态
欧亚国和东亚国是另外两个意识形态为先的极权主义超级大国。欧亚国占据欧洲大陆和俄罗斯，信仰新布尔什维克主义。东亚国占据大部分亚洲地区和日本，东亚国的意识形态则被称作死亡崇拜（Death Worship），亦称滅我（Obliteration of the Self）。这些寡头国家充分意识到他们的意识形态其实从哲学上是难以区分的。尽管他们口口声声要把其他国家从他们现存的意识形态中解放出来，可是他们各自都在国内施行一模一样的统治。（多亏了”双重思想“，人民才得以接受这一点）他们不停地妖魔化他国，连年征战以消耗资源维持社会稳定，也是各国政府转移国民注意力的方式。